# Issoria jeanneli
Issoria jeanneli är en fjärilsart som beskrevs av Georges Bernardi 1968. Issoria jeanneli ingår i släktet Issoria och familjen praktfjärilar. Inga underarter finns listade i Catalogue of Life.